# Xylopassaloides schusteri
Xylopassaloides schusteri là một loài bọ cánh cứng trong họ Passalidae. Loài này được Reyes-Castillo, Fonseca & Castillo miêu tả khoa học năm 1987.